# Rosamund Pike
Rosamund Mary Ellen Pike (Londra, gennaio 1979) è un'attrice britannica.
È divenuta nota grazie al ruolo della Bond girl Miranda Frost ne La morte può attendere (2002), per poi interpretare Jane Bennet in Orgoglio e pregiudizio (2005). I suoi film successivi comprendono il dramma An Education (2009), We Want Sex (2010), la commedia La versione di Barney (2010) e Jack Reacher - La prova decisiva (2012).
Nel 2014 ha ricevuto il plauso della critica per la sua interpretazione di Amy Elliott-Dunne ne L'amore bugiardo - Gone Girl di David Fincher, per il quale è stata candidata al Golden Globe, al Premio BAFTA, allo Screen Actors Guild Award, al Critics' Choice Award e al Premio Oscar come miglior attrice protagonista. Nel 2019 ha ricevuto una seconda candidatura al Golden Globe per A Private War e si è aggiudicata il Premio Emmy come miglior attrice in un corto commedia per State of the Union. Nel 2021 ha vinto il Golden Globe per la migliore attrice in un film commedia o musicale per I Care a Lot. Nel 2023 ha recitato nel film Saltburn di Emerald Fennell, per il quale è stata candidata al Golden Globe e al Premio BAFTA come migliore attrice non protagonista.

## Biografia
È l'unica figlia di Caroline Friend e Julian Pike, entrambi artisti musicali: lui è un cantante d'opera, oggi professore e capo dipartimento al conservatorio di Birmingham, mentre lei una violinista. Frequenta la Badminton School a Bristol per poi studiare letteratura inglese al Wadham College di Oxford, dove si laurea; durante quel periodo diviene amica di Chelsea Clinton. Studentessa dotata, riceve il First Class nel suo primo esame (conosciuto come Moderations) e, dopo un anno di pausa per occuparsi della carriera, completa gli studi nel 2001, guadagnandosi il Second Upper.
Le sue prime apparizioni, prettamente per il piccolo schermo, includono il film per la televisione A Rather English Marriage del 1998 e, nel successivo biennio, ruoli nelle serie TV Wives and Daughters e Love in a Cold Climate. Nel 2002, oltre al ruolo di Sarah Beaumont in un episodio della serie Foyle's War, arriva al successo al cinema grazie al ruolo della Bond girl Miranda Frost, antagonista di James Bond nel film La morte può attendere; per questa interpretazione vince il premio come miglior debutto agli Empire Awards 2003.
L'anno successivo interpreta Rose in Terra promessa, film su Israele, e ottiene il ruolo della scienziata Samantha Grimm nell'adattamento cinematografico del videogioco Doom. Nel 2005 impersona Jane Bennet nella trasposizione di Orgoglio e pregiudizio di Joe Wright, ed Elizabeth Malet nella pellicola The Libertine al fianco di Johnny Depp, John Malkovich, Rupert Friend, Tom Hollander e Kelly Reilly (gli ultimi tre già suoi colleghi in Orgoglio e pregiudizio), per il quale riceve il premio per la miglior attrice non protagonista ai British Independent Film Awards.
In seguito partecipa nel 2007 a Il caso Thomas Crawford, con Anthony Hopkins e Ryan Gosling, e Fugitive Pieces. Col nuovo decennio, nel 2010 appare ne Il mondo dei replicanti di Jonathan Mostow, dove recita accanto a Bruce Willis, e insieme a Ewan McGregor presta la voce al film d'animazione Jackboots on Whitehall. Due anni dopo è al fianco di Tom Cruise in Jack Reacher - La prova decisiva.

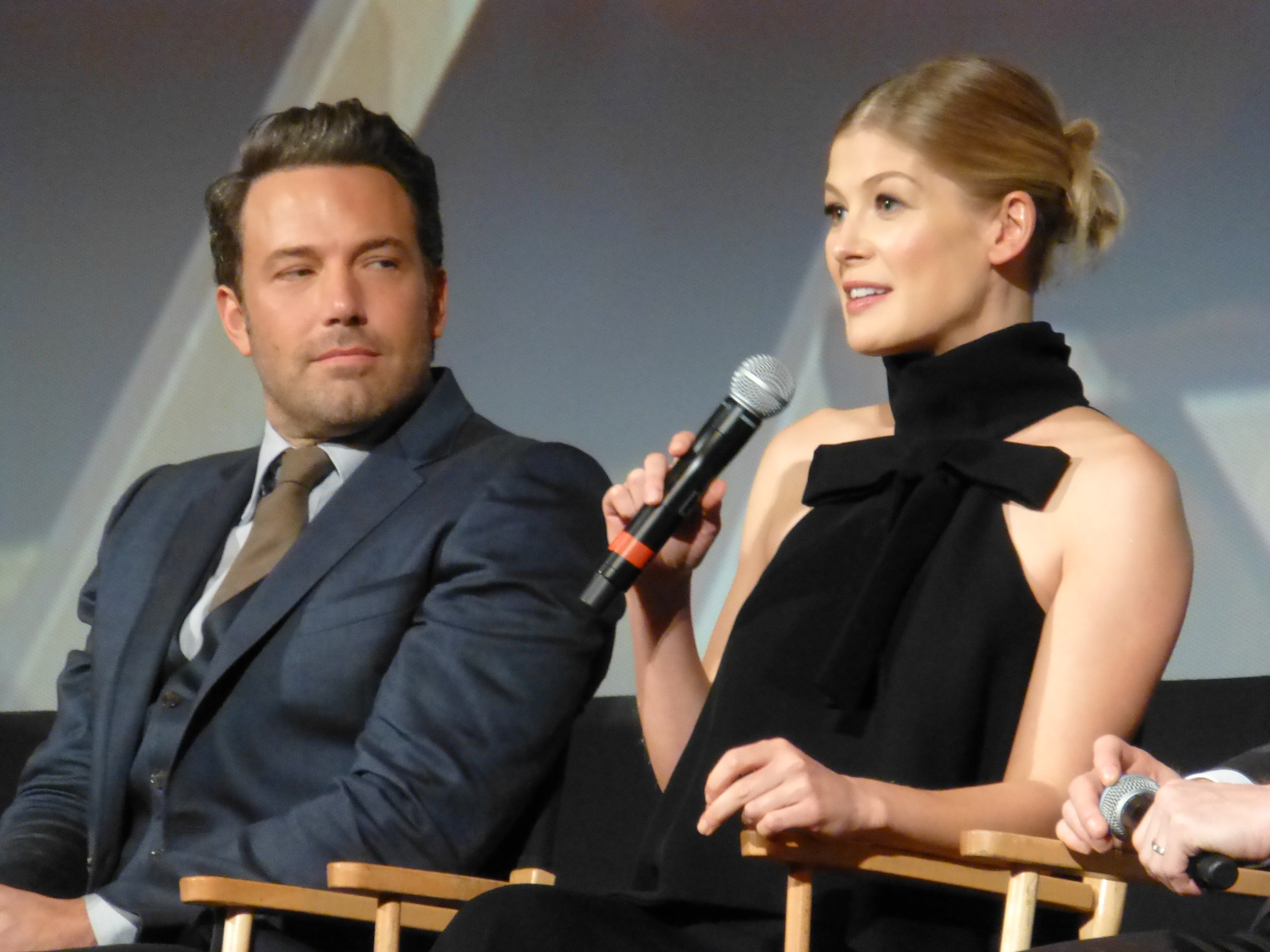
Pike (a destra) e Ben Affleck nel 2014 alla presentazione de L'amore bugiardo - Gone Girl al New York Film Festival.

Nel 2014 è protagonista assieme a Ben Affleck de L'amore bugiardo - Gone Girl di David Fincher, interpretazione per cui ottiene il plauso della critica, nonché la candidatura agli Oscar 2015 come migliore attrice protagonista e agli altri quattro principali premi cinematografici: Golden Globe, Premio BAFTA, Screen Actors Guild Award e Critics' Choice Award. Nel 2016 è protagonista del videoclip Voodoo in My Blood dei Massive Attack, ispirato alla pellicola Possession di Andrzej Żuławski (1981), mentre l'anno dopo recita insieme a Christian Bale nel western Hostiles - Ostili, diretto da Scott Cooper e presentato al Telluride Film Festival e successivamente al Toronto International Film Festival.
In teatro ha interpretato Hitchcock Blonde di Terry Johnson e Summer and Smoke, entrambi nei teatri del West End di Londra. Nel 2018 interpreta la giornalista e corrispondente di guerra Marie Colvin nel biografico A Private War, adattamento cinematografico dell'articolo Marie Colvin's Private War, pubblicato nel 2012 da Vanity Fair e scritto da Marie Brenner. Per questo ruolo si assicura la seconda candidatura al Golden Globe, ancora una volta nella categoria di miglior attrice in un film drammatico. Nel 2019 recita nei film The Informer - Tre secondi per sopravvivere e Radioactive.
Nel 2020 veste i panni della truffatrice Marla Grayson nella pellicola I Care a Lot, diretta da J Blakeson e affiancata da Peter Dinklage, Eiza González e il premio Oscar Dianne Wiest. La sua interpretazione viene ampiamente acclamata dalla critica specializzata e la porta alla vittoria del Golden Globe per la migliore attrice in un film commedia o musicale.
Dopo esser stata premiata con un Premio Emmy nel 2019 per la sua partecipazione nel corto Lo stato dell'unione, torna in televisione per recitare ne La Ruota del Tempo basata sull'omonima serie di romanzi fantasy di Robert Jordan e Brandon Sanderson.

## Vita privata
Rosamund è un'abile suonatrice di violoncello e parla correntemente tedesco e francese. Legata per due anni all'attore Simon Woods, in seguito si fidanza ufficialmente con il regista Joe Wright, ma la relazione viene interrotta poco prima delle nozze. Nel 2009 inizia una relazione col matematico Robie Uniacke; la coppia ha due figli, nati rispettivamente nel 2012 e nel 2014.

## Filmografia

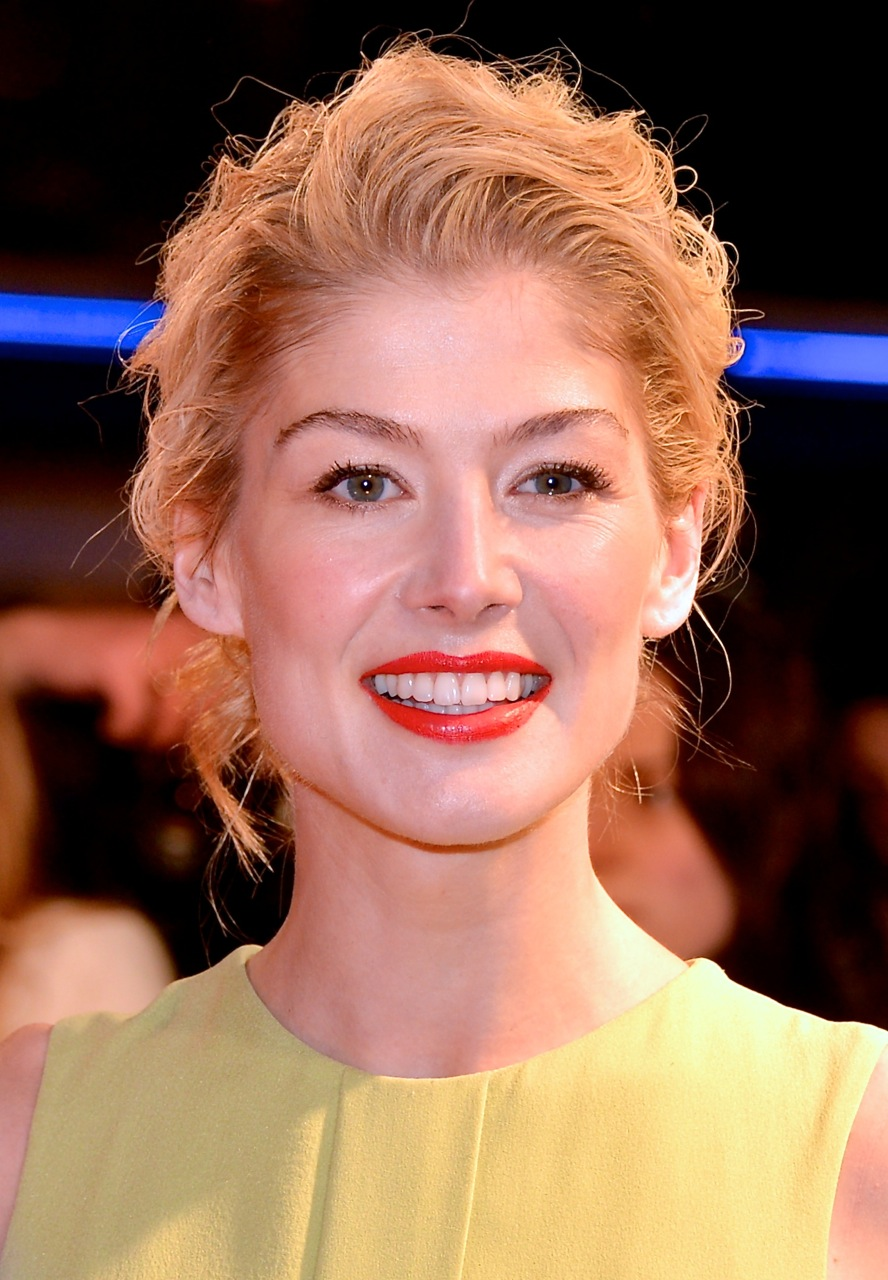
Pike nel 2012 a Stoccolma per l'anteprima di Jack Reacher - La prova decisiva

### Attrice

#### Cinema
- La morte può attendere (Die Another Day), regia di Lee Tamahori (2002) - Miranda Frost
- Terra promessa (Promised Land), regia di Amos Gitai (2004)
- The Libertine, regia di Laurence Dunmore (2005)
- Orgoglio e pregiudizio (Pride & Prejudice), regia di Joe Wright (2005) – Jane Bennet
- Doom, regia di Andrzej Bartkowiak (2005)
- Il caso Thomas Crawford (Fracture), regia di Gregory Hoblit (2007)
- Fugitive Pieces, regia di Jeremy Podeswa (2007)
- An Education, regia di Lone Scherfig (2009)
- Il mondo dei replicanti (Surrogates), regia di Jonathan Mostow (2009)
- Burning Palms, regia di Christopher Landon (2010)
- La versione di Barney (Barney's Version), regia di Richard J. Lewis (2010)
- We Want Sex (Made in Dagenham), regia di Nigel Cole (2010)
- The Organ Grinder's Monkey, regia di Dinos Chapman - cortometraggio (2011)
- Johnny English - La rinascita (Johnny English Reborn), regia di Oliver Parker (2011)
- Un anno da leoni (The Big Year), regia di David Frankel (2011)
- La furia dei titani (Wrath of the Titans), regia di Jonathan Liebesman (2012)
- Jack Reacher - La prova decisiva (Jack Reacher), regia di Christopher McQuarrie (2012)
- Coppia diabolica (The Devil You Know), regia di James Oakley (2013)
- La fine del mondo (The World's End), regia di Edgar Wright (2013)
- Non buttiamoci giù (A Long Way Down), regia di Pascal Chaumeil (2014)
- Hector e la ricerca della felicità (Hector and the Search for Happiness), regia di Peter Chelsom (2014)
- L'amore bugiardo - Gone Girl (Gone Girl), regia di David Fincher (2014)
- La nostra vacanza in Scozia (What We Did on Our Holiday), regia di Andy Hamilton e Gay Jenkin (2014)
- Return to Sender - Restituire al mittente (Return to Sender), regia di Fouad Mikati (2015)
- A United Kingdom - L'amore che ha cambiato la storia (A United Kingdom), regia di Amma Asante (2016)
- L'uomo dal cuore di ferro (HHhH), regia di Cédric Jimenez (2017)
- Hostiles - Ostili (Hostiles), regia di Scott Cooper (2017)
- Beirut, regia di Brad Anderson (2018)
- 7 giorni a Entebbe (Entebbe), regia di José Padilha (2018)
- The Human Voice, regia di Patrick Kennedy - cortometraggio (2018)
- A Private War, regia di Matthew Heineman (2018)
- The Informer - Tre secondi per sopravvivere (The Informer), regia di Andrea Di Stefano (2019)
- Radioactive, regia di Marjane Satrapi (2019)
- I Care a Lot, regia di J Blakeson (2020)
- Saltburn, regia di Emerald Fennell (2023)

#### Televisione
- A Rather English Marriage, regia di Paul Seed – film TV (1998)
- Wives and Daughters, regia di Nicholas Renton – miniserie TV, 3 puntate (1999)
- Trial & Retribution – serie TV, episodio 4x01 (2000)
- Love in a Cold Climate, regia di Tom Hooper – miniserie TV, puntate 1-2 (2001)
- Foyle's War – serie TV, episodio 1x01 (2002)
- The Tower, regia di Davis Guggenheim – film TV (2008)
- Freefall, regia di Dominic Savage – film TV (2009)
- Women in Love, regia di Miranda Bowen – miniserie TV (2011)
- Lo stato dell'unione - Scene da un matrimonio (State of the Union) – serie TV, 10 episodi (2019)
- La Ruota del Tempo (The Wheel of Time) – serie TV, 23 episodi (2021-2025)

#### Videoclip
- Massive Attack feat. Young Fathers Voodoo in My Blood, regia di Ringan Ledwidge (2016)

### Doppiatrice

#### Cinema
- Yesterday We Were in America, regia di Mike Christie - documentario (2009) - Narratrice
- Goldfinger, regia di Martin Jarvis (2010) - Pussy Galore
- Jackboots on Whitehall, regia di Edward McHenry e Rory McHenry (2010)
- Evidence of It All, regia di Drew Jacoby - cortometraggio (2021)

#### Televisione
- La collina dei conigli (Watership Down), regia di Noam Murro – miniserie animata, 4 puntate (2018)
- Thunderbirds Are Go – serie animata, 45 episodi (2015-2020) - Lady Penelope e altri
- Archibald's Next Big Thing – serie animata, 26 episodi (2019-2020) - Narratrice
- Moominvalley - serie animata, 39 episodi (2019-2022)
- Thomas the Tank Engine & Friends – serie animata, episodio 24x01 (2020)
- The Windsors: Inside the Royal Family – serie TV, episodi 1x01-1x02 (2020) - Narratrice
- Archibald's Next Big Thing Is Here – serie animata, 18 episodi (2021) - Narratrice e altri

#### Videogiochi
- Evidence 111 (2022)

### Produttrice
- La Ruota del Tempo (The Wheel of Time) – serie TV, 24 episodi (2021-2025)
- Il problema dei 3 corpi (3 Body Problem) – serie TV, 8 episodi (2024)

## Teatro
- Hitchcock Blonde, testo e regia di Terry Johnson. Royal Court Theatre di Londra (2003)
- Estate e fumo, di Tennessee Williams, regia di Adrian Noble. Apollo Theatre di Londra (2006)
- Gaslight, di Patrick Hamilton, regia di Peter Gill. Old Vic di Londra (2007)
- Madame de Sade, di Yukio Mishima, regia di Michael Grandage. Wyndham's Theatre di Londra (2009)
- Hedda Gabler, di Henrik Ibsen, regia di Adrian Noble. Richmond Theatre di Londra, Oxford Playhouse (2010)

## Radio
- Edith! – podcast (2021)
- People Who Knew Me – podcast (2023)

## Discografia parziale

### Audiolibri
- 2006 - William Boyd Restless (Bloomsbury Publishing)
- 2015 - Jane Austen Pride and Prejudice (Audible)

## Riconoscimenti
- Premio Oscar
  - 2015 – Candidatura alla miglior attrice protagonista per L'amore bugiardo - Gone Girl[20]
- Golden Globe
  - 2015 – Candidatura alla migliore attrice in un film drammatico per L'amore bugiardo - Gone Girl
  - 2019 – Candidatura alla migliore attrice in un film drammatico per A Private War
  - 2021 – Migliore attrice in un film commedia o musicale per I Care a Lot
  - 2024 – Candidatura alla miglior attrice non protagonista per Saltburn
- Critics' Choice Awards
  - 2015 – Candidatura alla miglior attrice per L'amore bugiardo - Gone Girl
- Empire Awards
  - 2015 – Miglior attrice per L'amore bugiardo - Gone Girl[21]
- MTV Movie Awards
  - 2015 – Candidatura al miglior cattivo per L'amore bugiardo - Gone Girl[22][23]
  - 2015 – Candidatura alla performance più terrorizzante per L'amore bugiardo - Gone Girl
  - 2015 – Candidatura alla miglior performance rivelazione per L'amore bugiardo - Gone Girl
- Premi BAFTA
  - 2015 – Candidatura alla migliore attrice protagonista per L'amore bugiardo - Gone Girl
  - 2024 – Candidatura per la migliore attrice non protagonista per Saltburn[24]
- Premio Emmy
  - 2019 – Miglior attrice in un corto commedia per Lo stato dell'unione - Scene da un matrimonio
- Satellite Award
  - 2015 – Candidatura alla migliore attrice per  L'amore bugiardo - Gone Girl
- Saturn Award
  - 2015 – Miglior attrice per L'amore bugiardo - Gone Girl[25]
- Screen Actors Guild Award
  - 2015 – Candidatura alla migliore attrice cinematografica per L'amore bugiardo - Gone Girl

## Doppiatrici italiane
Nelle versioni in italiano delle opere in cui ha recitato, Rosamund Pike è stata doppiata da:
- Francesca Fiorentini in Terra promessa, Il caso Thomas Crawford, Il mondo dei replicanti, Johnny English - La rinascita, Non buttiamoci giù, L'amore bugiardo - Gone Girl, Return to Sender - Restituire al mittente, A United Kingdom - L'amore che ha cambiato la storia, L'uomo dal cuore di ferro, Hostiles - Ostili, Beirut, A Private War, Radioactive, Lo stato dell'unione - Scene da un matrimonio, I Care a Lot, La Ruota del Tempo, Saltburn
- Claudia Catani in The Libertine, La furia dei titani, The Informer - Tre secondi per sopravvivere
- Barbara De Bortoli ne La morte può attendere, Orgoglio e pregiudizio
- Tiziana Avarista in An Education, La fine del mondo
- Chiara Colizzi in Hector e la ricerca della felicità, La nostra vacanza in Scozia
- Laura Romano in Doom
- Sabrina Duranti in We Want Sex
- Roberta Pellini ne La versione di Barney
- Selvaggia Quattrini in Un anno da leoni
- Giuppy Izzo in Jack Reacher - La prova decisiva
- Valentina Perrella in Coppia diabolica